# Nieuwe Kerk (Sint-Maria-Horebeke)
De Nieuwe kerk is een protestantse kerk in de gemeente Horebeke, dat in de Belgische provincie Oost-Vlaanderen ligt. De kerk is gelegen in het gehucht Korsele, een deel van de Geuzenhoek dat verder ook de gehuchten Rokegem en Vrijsbeke omvat. Geuzenhoek verwijst naar de protestantse gemeenschap (de Geuzen), die hier ook na de Tachtigjarige Oorlog was blijven bestaan. De protestantse bijeenkomsten vonden lange tijd in het geheim plaats; pas in de 19e eeuw kon de gemeenschap van godsdienstvrijheid genieten.
De huidige kerk werd gebouwd in 1872 in de neogotische stijl. Het ontwerp is van de Oudenaardse architect Charles Vanderstraeten. 
De kerk is beschermd.